# ウヤシマ・アガナダ
ウヤシマ・アガナダ（ウヤミンシヤアカタナ、生没年不詳）は16世紀初頭の波照間島の按司。1522年（1513年説もあり）に起こった第二次与那国征伐、鬼虎の乱で仲宗根豊見親率いる軍に加わり活躍した。

## 概要
与那国征伐時、宮古軍は波照間島を中継基地に定め、仲宗根豊見親軍の食糧調達や、補充徴兵の収集に貢献するとともに自らも出陣した。
しかし、人の目を繰り抜くなどして住民を虐殺し、悪行の限りを尽くした。そのため、戦後も殺された人々の霊に呪われていたという伝説が残る。
しかし、名前を調べると意外な事実が隠されていて、「ウヤシマ」は中央部、主要部などを意味することから、波照間島出身かどうか疑いが残る。更に、アカタナは仏教用語として、閼伽は仏前などに供養される水を表し、閼伽を供える棚を「閼伽棚（アカダナ）」と称する。ウヤシマ・アガナダ（ウヤミンシヤアカタナ）の名前の意味を伝承と結びつけると、ドラマの配役名と役柄があまりにも一致し過ぎていて、実名だったとすれば名前に見合う役を演じたことになる。